# Културни центар Златибор
Културни центар Златибор је јавна установа општине Чајетина за развој културе и уметности. Налази се 150 метара од Краљевог трга и језера.

## Историја
Градња Културног центра Златибора је почела 19. септембра 2016. када су, означавајући почетак радова, бетон у темеље будућег објекта заједно положили министар трговине, туризма и телекомуникација Расим Љајић, председник општине Чајетина Милан Стаматовић и заменик председника општине Арсен Ђурић. Од 2019. године је у функцију пуштена нова зграда Културног центра. Објекат има површину 1925 метара квадратних и располаже са низом сала, сценом за позоришне представе и биоскопском пројекцијом капацитета триста места, галеријом, библиотеком, конференцијским салама, медија центром, канцеларијама за администрацију, смештајним капацитетима са осам двокреветних соба и четири апартмана са дневним боравком, комплет опремљеном кухињом и спаваћом собом са француским лежајем, укупан капацитет објекта је двадесет и осам лежаја, прилагођен је и особама са инвалидитетом. У близини се налази ресторан Угоститељско-туристичке школе и хотел „Ирис”. Сваке године Културни центар одржава бројне изложбе, концерте, фестивале и друге културне догађаје.